# Yalapsua
Yalapsua (en georgiano: ჯალაფსუა) o Tsal-Apsua (en abjasio: Џьал-Аҧсуа) es una aldea que pertenece a la parcialmente reconocida República de Abjasia, dentro del distrito de Ochamchire, aunque de iure es parte del municipio de Ochmachire de la República Autónoma de Abjasia de Georgia.

## Geografía
Yalapsua está en la confluencia de los ríos Mokvi y Galidzga, a 25 km de Ochamchire. La aldea se administra desde el pueblo de Yali.  